# Washington Open 1999 - Qualificazioni doppio
Le qualificazioni del doppio al Washington Open 1999 sono state un torneo di tennis preliminare per accedere alla fase finale della manifestazione. I vincitori dell'ultimo turno sono entrati di diritto nel tabellone principale. In caso di ritiro di uno o più giocatori aventi diritto a questi sono subentrati i lucky loser, ossia i giocatori che hanno perso nell'ultimo turno ma che avevano una classifica più alta rispetto agli altri partecipanti che avevano comunque perso nel turno finale.
Le qualificazioni del doppio al torneo Washington Open 1999 prevedevano 8 coppie partecipanti di cui 2 sono entrate nel tabellone principale.

## Teste di serie
1. Barry Cowan /  Wesley Whitehouse (ultimo turno)
2. Roger Federer /  Sander Groen (Qualificati)

1. Ali Hamadeh /  Bobby Kokavec (Qualificati)
2. Ivan Ljubičić /  Marat Safin (ultimo turno)

## Qualificati
1. Ali Hamadeh  /   Bobby Kokavec

1. Roger Federer  /   Sander Groen

## Tabellone

### Legenda
| - Q = Qualificato - WC = Wild card - LL = Lucky loser | - ALT = Alternate - SE = Special Exempt - PR = Protected Ranking | - w/o = Walkover - r = Ritirato - d = Squalificato |

### Sezione 1
|  | Primo turno | Primo turno                     | Primo turno                     | Primo turno | Primo turno |  |  | Ultimo turno | Ultimo turno                  | Ultimo turno | Ultimo turno | Ultimo turno |  |
|  |             |                                 |                                 |             |             |  |  |              |                               |              |              |              |  |
|  | 1           | Barry Cowan Wesley Whitehouse   | Barry Cowan Wesley Whitehouse   | 6           | 7           |  |  |              |                               |              |              |              |  |
|  |             | Irakli Labadze Kristian Pless   | Irakli Labadze Kristian Pless   | 4           | 6           |  |  | 1            | Barry Cowan Wesley Whitehouse | 6            | 7            | 6            |  |
|  | 3           | Ali Hamadeh Bobby Kokavec       | Ali Hamadeh Bobby Kokavec       | 6           | 6           |  |  | 3            | Ali Hamadeh Bobby Kokavec     | 7            | 5            | 7            |  |
|  |             | Martin Blackman H'Cone Thompson | Martin Blackman H'Cone Thompson | 1           | 1           |  |  |              |                               |              |              |              |  |

### Sezione 2
|  | Primo turno | Primo turno                | Primo turno                | Primo turno | Primo turno |  |  | Ultimo turno | Ultimo turno               | Ultimo turno | Ultimo turno | Ultimo turno |  |
|  |             |                            |                            |             |             |  |  |              |                            |              |              |              |  |
|  | 2           | Roger Federer Sander Groen | Roger Federer Sander Groen | 7           | 6           |  |  |              |                            |              |              |              |  |
|  |             | Kyle Spencer Peter Wessels | Kyle Spencer Peter Wessels | 6           | 2           |  |  | 2            | Roger Federer Sander Groen | 3            | 6            | 6            |  |
|  | 4           | Ivan Ljubičić Marat Safin  | Ivan Ljubičić Marat Safin  | 7           | 7           |  |  | 4            | Ivan Ljubičić Marat Safin  | 6            | 3            | 2            |  |
|  |             | James Blake Thomas Blake   | James Blake Thomas Blake   | 6           | 6           |  |  |              |                            |              |              |              |  |